# Лукинського дому інвалідів
Лукинського дому інвалідів (рос. Лукинского дома инвалидов) — селище у Судогодському районі Владимирської області Російської Федерації.
Входить до складу муніципального утворення Головінське сільське поселення. Населення становить 111 осіб (2010).

## Історія
Населений пункт розташований на землях фіно-угорського народу мещери.
Від 10 травня 1929 року належить до Судогодського району, утвореного спочатку у складі Владимирського округу Івановської промислової області з частин Владимирського та Гусєвського повітів Владимирської губернії. Від 1944 року в складі Владимирської області.
У 1968 році на місці села був відкритий Лукинський психоневрологічний інтернат і створено селище Лукинського будинку інвалідів Головінської сільради Судогодського району.
Згідно із законом від 13 травня 2005 року входить до складу муніципального утворення Головінське сільське поселення.

## Населення
| 1859 | 1905 | 1926 |
| ---- | ---- | ---- |
| 97   | 45   | 38   |

| 1859 | 1905 | 1926 | 2002 | 2010 |
| ---- | ---- | ---- | ---- | ---- |
| 97   | ↘45  | ↘38  | ↗116 | ↘111 |

## Інфраструктура
У селищі розташований ДБЗСО ВО «Лукинський психоневрологічний інтернат».